# Rue Poliveau
La rue Poliveau est une voie située dans le quartier du Jardin-des-Plantes du 5e arrondissement de Paris.

## Origine du nom
Le nom de Poliveau provient de la corruption de « rue du Pont-Livaut », devenu à la fin du XVIIIe siècle « rue Ponliveau » puis « rue Poliveau ». Son premier nom lui serait venu d'un petit pont traversant la Bièvre, .

## Historique

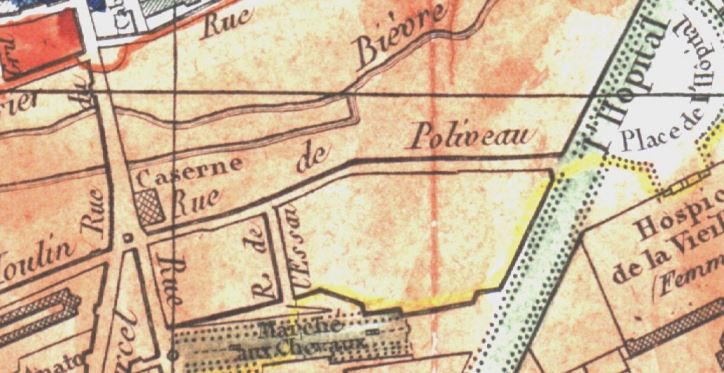
Rue Poliveau - plan de Paris d'Ambroise Tardieu - 1839
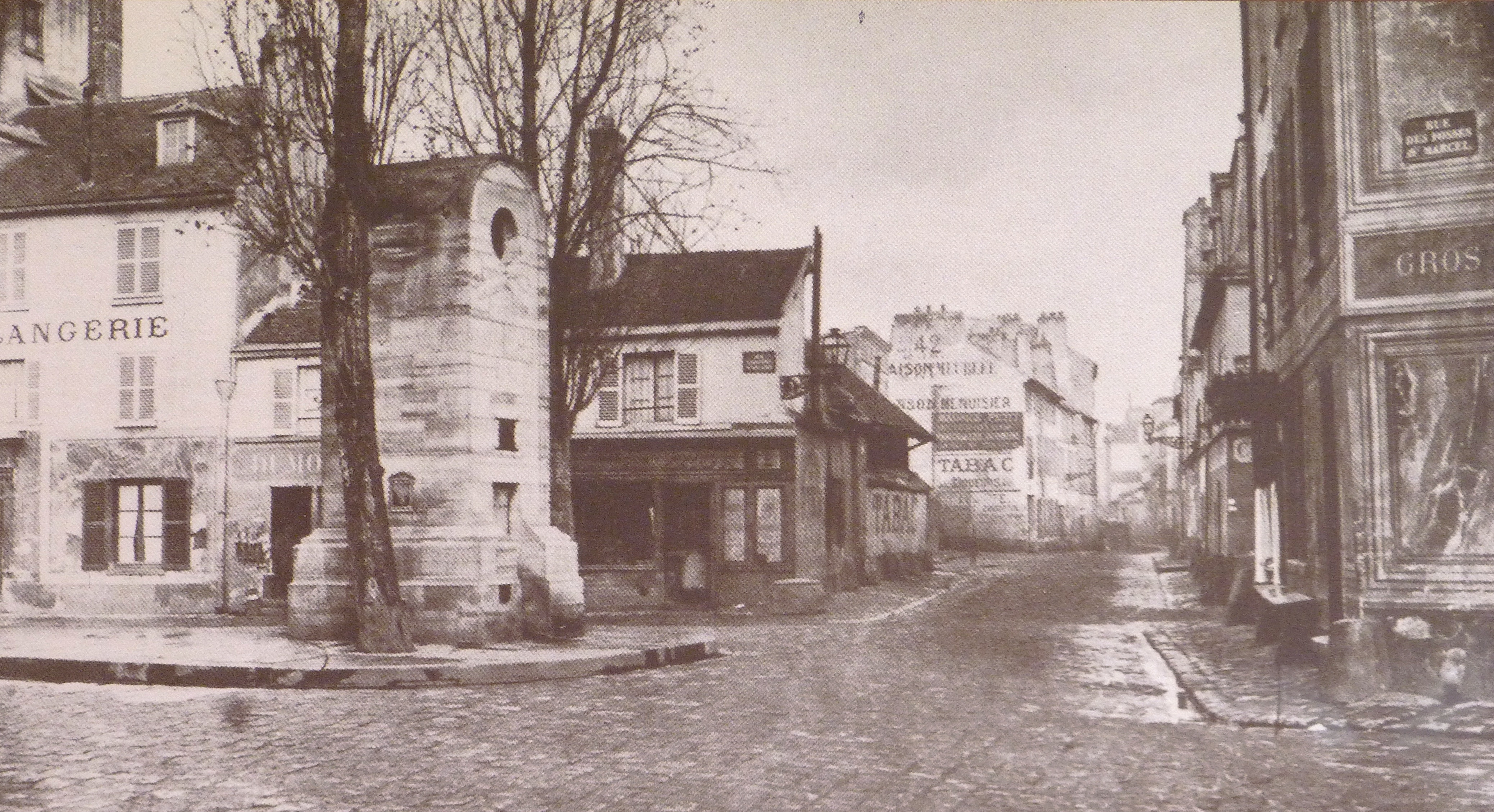
La rue Poliveau vers 1860-1865 avec la fontaine Poliveau, photographiées par Charles Marville.

Le territoire sur lequel a été ouverte cette voie est, selon Jaillot, le Locus Cinerum dont il est souvent fait mention dans les actes du XIIIe siècle. Si l’on ignore ce que ce nom signifiait, les historiens font plusieurs suppositions : 
- Un lieu chargé autrefois d’habitations qu’un incendie aurait réduit en cendre ?
- Un lieu servant aux incinérations funéraires des Romains ?

Quoi qu’il en soit, son premier nom connu, en 1243, fut « rue de la Cendrée ». Dans le siècle suivant, on retrouve cette voie de la terre d'Alez, sous le nom de « rue du Pont-Livant » ou « rue du Pont-Livaut » en raison de la construction d’un ponceau jeté sur la Bièvre et qui avait été construit par un certain Livant ou Livaut. Par corruption, elle prit par la suite les noms de « rue Pouliveau » et « rue Poliveau ».
Michel Roblin met en doute cette explication. Il relève que Pont Livaut  n’est cité dans aucun texte connu aujourd’hui et apparaît, pour la première fois, sur le plan de Jaillot (1778). À l’appui de sa démonstration, il note, qu’en 1658, il est mentionné un lieu-dit Les Poulineaux et, en 1672, un chemin des Poulineaux. Ces termes sont en rapport avec le marché aux chevaux situé à proximité. Pont Livaut  serait alors une corruption. Il ajoute que la « rue de Poliveau » est parallèle à la Bièvre, et non pas perpendiculaire, ce qui contredit l’existence d’un pont.
En 1380, le petit pont étant dénommé « poncel de la Saussaye », sans doute en raison qu’une grande quantité de saules couvrait le terrain, elle fut appelée « rue de la Saussaye » et « rue de la Saussaie ».
Dans un censier de Sainte-Geneviève, de 1646, elle est appelée « rue des Carrières dite de la Cendrée », nom qui fut simplifié par la population, indifféremment par « rue des Carrières » ou « rue de la Cendrée ».
En 1705, on la nommait « rue des Saussayes », en 1706 « des Saussaies », en raison des saules qui bordaient le chemin qu'elle traversait.
Durant le XVIIe siècle, elle a également été dénommée, « rue des Saussaies » et « rue de la Voirie », car elle menait à une des voiries de Paris avant de reprendre plus tard les noms de « rue du Pont-Livaut », « rue Pouliveau » ou « rue Poliveau ».
À la fin du XVIIIe siècle, cette voie publique était appelée indifféremment « rue des Saussaies » et « rue de Poliveau ».
La rue Poliveau commençait autrefois quai d'Austerlitz. La partie comprise entre le quai d'Austerlitz et l'hôpital de la Salpêtrière a été supprimée pour la construction du chemin de fer d'Orléans, qu'on appelait autrefois « chemin de fer de Bordeaux » à l’exception d’une partie qui a été dénommée « rue Jouffroy » et qui a toutefois été supprimée lors de l’extension de la gare du chemin de fer d'Orléans (actuelle gare de Paris-Austerlitz) entre 1862 et 1867.
En août 1944, le secteur a été l'un des points d'impacts d'un bombardement allemand après la libération de Paris, dans la nuit du 26 au 27 août 1944.

## Bâtiments remarquables et lieux de mémoire
- Une fontaine Wallace classée, face à la rue de l'Essai.
- Dans cette rue se trouve, en 1860, la fourrière des chiens égarés, qui y sont nourris pendant huit jours puis étranglés si pendant ce temps personne ne les a réclamés. Le marché aux chiens se tient alors les dimanches dans le marché aux chevaux voisin[8].
- No 33 : domicile du Résistant Pierre Rebière.
- Au niveau du 13.No 45 : domicile de monsieur Jambier, dans le film La Traversée de Paris (1956, avec Gabin, de Funès et Bourvil). Ce sont six kilomètres (huit selon Grangil), de la rue Poliveau à la rue Lepic, via le Jardin des plantes, le pont Sully, les rues de Turenne, Montmartre et Saint-Georges, que parcourent, avec leur chargement de cochon au marché noir, les deux larrons durant une nuit de 1943. 
 Extrait du dialogue : Grandgil (Jean Gabin) : « Monsieur Jambier, quarante-cinq rue Poliveau, pour moi, ce sera mille francs. Monsieur Jambier, quarante-cinq rue Poliveau, maintenant c'est deux mille francs. Je voulais dire trois mille. Oh !! C'est plus lourd que je pensais, je crois qu'il va me falloir deux mille francs de plus. »
En fait, c'est devant le numéro 13 qu'est tournée la scène d'extérieur jour (arrivée de Martin et de Mariette au début du film). Ce qui se vérifie en allant sur place et en comparant avec les images du film et avec des détails comme par exemple le repère de nivellement de l'IGN (institut géographique national) au bas du mur.

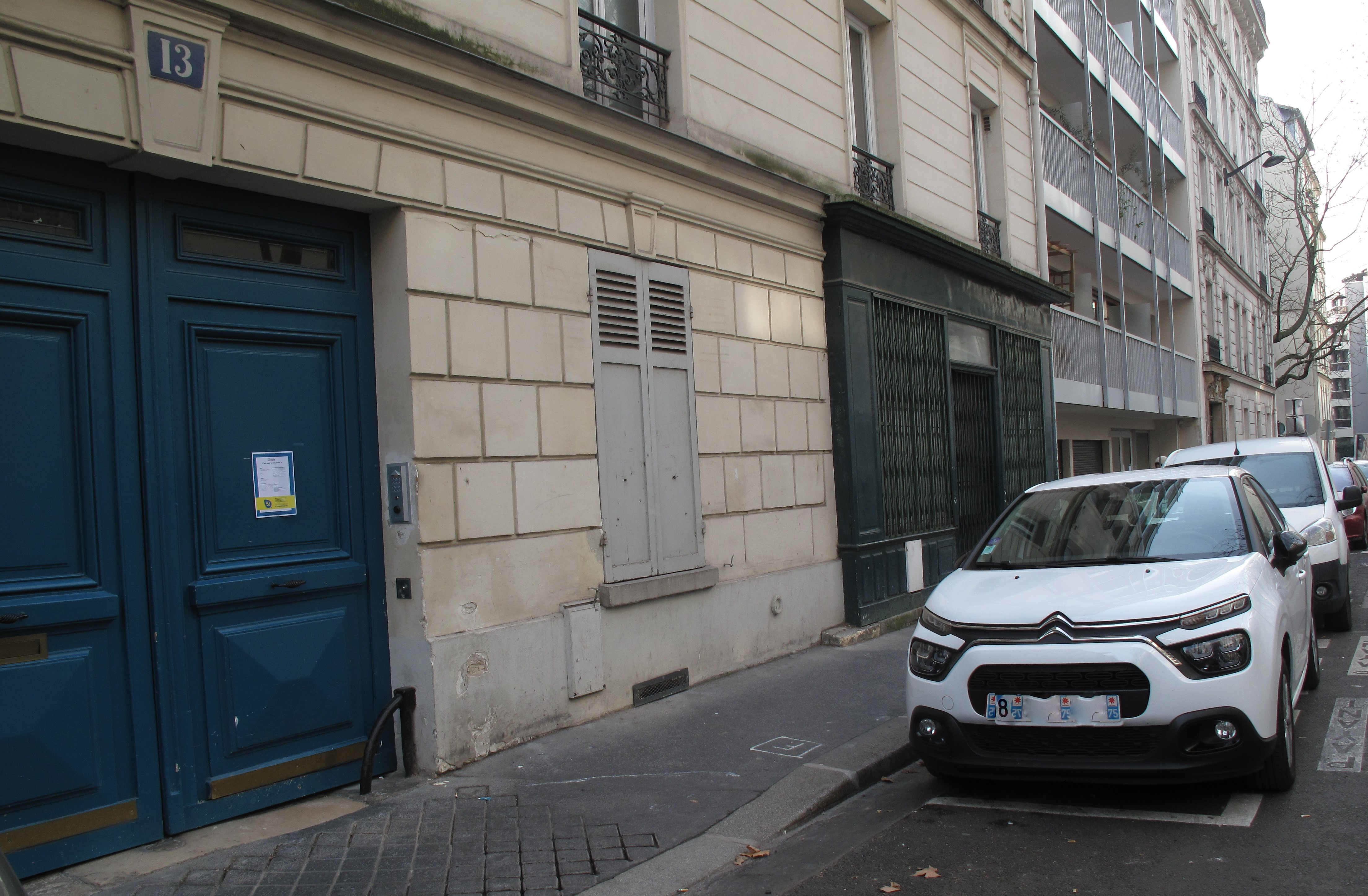
Au niveau du 13.

- Jean Valjean, se sentant traqué dans le quartier du boulevard de l’Hôpital, emprunta sans doute la rue [de] Poliveau dans Les Misérables (Tome 2, Livre V, Chapitre 1) : « Pourtant, dans toutes les ruelles désertes qui avoisinent la rue de Poliveau, il crut être certain que personne ne venait derrière lui. »[9]

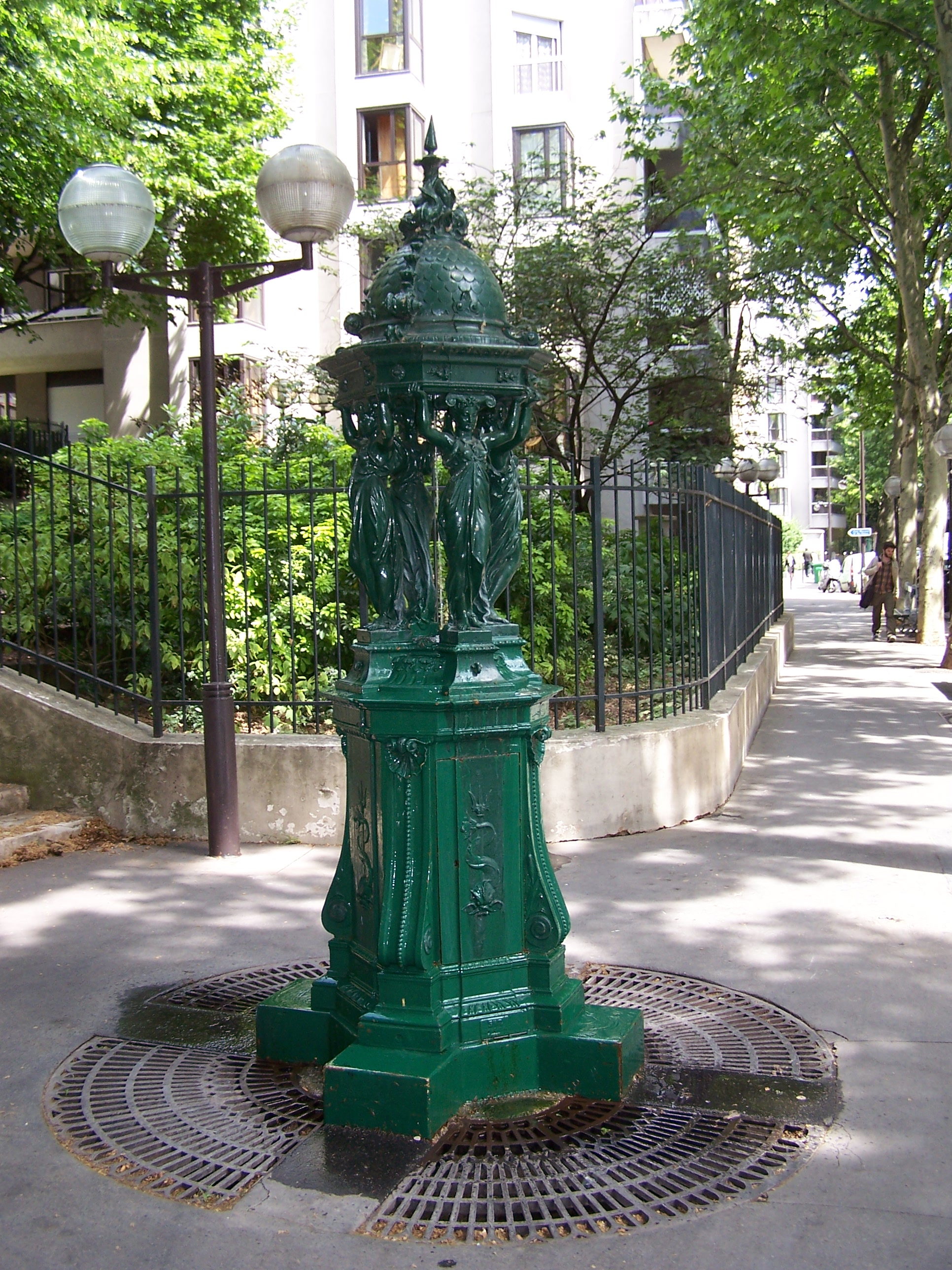
La fontaine Wallace.